# Ducat de Santo Mauro
El ducat de Santo Mauro és un títol nobiliari espanyol.
El títol va néixer originalment com un principat del regne de Sicília, concedit l'11 de setembre de 1705 per Felip V a Diego de Ventimiglia, comte del Peñón de la Vega i senyor del feu de Santo Mauro, en atenció als serveis que havia prestat a la corona. Posteriorment el títol va passar als marquesos de Villadarias.
Com altres títols de principat, el títol va ser rehabilitat com a ducat. El 30 de juliol de 1890 la reina regent Maria Cristina d'Àustria, en nom del rei Alfons XIII d'Espanya encara menor d'edat, va atorgar el títol de ducat a favor de Mariano Fernández de Henestrosa y Ortiz de Mioño, gentilhome de cambra del rei i senador del regne. El títol serà heretat pel seu fill, Rafael Fernández de Henestrosa y Salabert, que va morir sense successió el 1940. Va passar a ostentar-lo la seva germana Casilda, casada amb el marquès de Santa Cruz, Mariano de Silva-Bazán. La filla d'ambdós, Casilda de Silva y Fernández de Henestrosa va heretar tots dos títols.
El seu actual titular és Álvaro Fernández-Villaverde y Silva-Bazán, marquès de Santa Cruz.

## Ducs de Santo Mauro
Aquesta és una llista dels ducs de Santo Mauro des de l'any 1890:
| Titular                                          | Període       |
| ------------------------------------------------ | ------------- |
| Mariano Fernández de Henestrosa y Ortiz de Mioño | 1890-1919     |
| Rafael Fernández de Henestrosa y Salabert        | 1919-1939     |
| Casilda Fernández de Henestrosa y Salabert       | 1941-1987     |
| Casilda de Silva-Bazán y Fernández de Henestrosa | 1988-2008     |
| Álvaro Fernández-Villaverde y Silva-Bazán        | Titual actual |